# Marquesado de Zahara
El marquesado de Zahara es un título nobiliario español creado por Isabel I la Católica en 1492 a favor de Rodrigo Ponce de León, II marqués y I duque de Cádiz, VII señor de Marchena, III señor de Bailén, capitán general en la guerra de Granada y consejero de los Reyes Católicos.
Su nombre se refiere al municipio andaluz de Zahara de la Sierra, en la provincia de Cádiz. Es el título que llevaba tradicionalmente el heredero del duque de Arcos, jefe de la casa homónima.

## Marqueses de Zahara
- Rodrigo Ponce de León, I marqués de Zahara.[2] Sucedió su nieto:
- Rodrigo Ponce de León (1488-1530), II marqués de Zahara.[3] Sucedió su hijo:
- Luis Cristóbal Ponce de León (1512-1573), III marqués de Zahara.[3]
- Rodrigo Ponce de León y Figueroa (m. 1630), IV marqués de Zahara.[3] Sucedió su hijo:
- Luis Ponce de León y Zúñiga (m. 1605), V marqués de Zahara.[3] Sucedió su hijo:
- Rodrigo Ponce de León y Álvarez de Toledo (1602-1658), VI marqués de Zahara.[3] Sucedió su hijo:
- Luis Francisco Ponce de León y Fernández de Córdoba (1648), VII marqués de Zahara.[4] Sucedió su hermano:
- Francisco Ponce de León (1632-1673), VIII marqués de Zahara.[4] Sucedió su hermano:
- Manuel Ponce de León (1633-1693), IX marqués de Zahara.[4] Sucedió su hijo:
- Joaquín Ponce de León y Lancaster (m. 1729), X marqués de Zahara.[4] Sucedió su hijo:
- Joaquín Ponce de León y Spínola de la Cerda (m. 1743), XI marqués de Zahara.[5] Sucedió su hermano:
- Manuel Ponce de León y Spínola de la Cerda (1719-1744), XII marqués de Zahara.[5] Sucedió su hermano:
- Francisco Cayetano Ponce de León y Spínola de la Cerda (m.1763), XIII marqués de Zahara.[5] Sucedió su hermano:
- Antonio Ponce de León y Spínola de la Cerda (1726-1780), XIV marqués de Zahara.[5] Sucedió su sobrina, cuarta nieta de María Ana, hermana de los V y VI titulares:[5]
- María Josefa Pimentel (1750-1834), XV marquesa de Zahara.[5] Le sucedió su hijo:
- Pedro de Alcántara Téllez-Girón y Alonso-Pimentel (1778-1782), XVI marqués de Zahara.[6] Sucedió su hermano:
- Francisco de Borja Téllez-Girón y Pimentel (1785-1820), XVII marqués de Zahara.[7] Sucedió su hijo:
- Pedro de Alcántara Tellez-Giron y Beaufort Spontin (1810-1844), XVIII marqués de Zahara.[8] Sucedió su hermano:
- Mariano Téllez-Giron y Beaufort Spontin, XIX marqués de Zahara.[8]
- Francisco de Silva y Fernández de Henestrosa (1871-1935), XX marqués de Zahara.[9][10]
- Luis de Silva y Goyeneche (1897-1946), XXI marqués de Zahara. Sucedió a su padre tras su muerte con el visto bueno de la Diputación de Grandeza, aunque no obtuvo la carta de convalidación. Le sucedió su hermano gemelo:
- Juan de Silva y Goyeneche (1897-1963), XXII marqués de Zahara.[11][9] Sucedió su hijo, a quien cedió el título:
- Álvaro de Silva y Mazorra (1938-2022[12]), XXIII marqués de Zahara,[9][13] IV duque de Talavera de la Reina, grande de España, y XV conde de Pie de Concha. Cedió el título del marquesado a su hijo que le sucedió en 2007:
- Jacobo de Silva y Urquijo (n. 1966), XXIV marqués de Zahara.[9][14]